# Tula de Wit
Tula de Wit (Gouda, 21 december 1992) is een Nederlands voetballer. Zij behoorde vanaf 2009 tot de speelsters van het FC Utrecht dat in 2007 toetrad tot de Eredivisie voor vrouwen.

## Carrière
De Wit begon haar carrière bij SV Gouda in haar geboorteplaats. Via GC&FC Olympia en SV Saestum kwam ze in 2009 bij FC Utrecht. In seizoen 2008/09 debuteerde ze in de tweede seizoenshelft voor de club. In het seizoen daarna maakte ze deel uit van de eerste selectie en speelde dat jaar elf duels, waarvan negen in de basis. Ook won ze dat jaar de KNVB beker met de club.
Seizoen 2010/11 werd het seizoen van de doorbraak voor De Wit. Ze speelde 20 van de 21 duels voor de Utrechters en werd door Vrouwenvoetbal Nederland verkozen tot talent van het jaar. Tevens legde ze met FC Utrecht beslag op de Supercup.

## Erelijst

### Club
FC Utrecht
- KNVB beker: 1

2009/10
- Supercup: 1

2010

### Individueel
- Talent van het jaar: 1

2010/11

## Statistieken
| Seizoen | Club       | Land      | Competitie | Wedstrijden | Doelpunten |
| ------- | ---------- | --------- | ---------- | ----------- | ---------- |
| 2008/09 | FC Utrecht | Nederland | Eredivisie | 1           | 0          |
| 2009/10 | FC Utrecht | Nederland | Eredivisie | 11          | 0          |
| 2010/11 | FC Utrecht | Nederland | Eredivisie | 20          | 0          |
| 2011/12 | FC Utrecht | Nederland | Eredivisie | 6           | 0          |
| Totaal  | Totaal     | Totaal    | Totaal     | 38          | 0          |

Bijgewerkt tot en met 23 mei 2012 11:15 (CEST)
1 Lorsheijd ·
2 Vonk ·
3 Noordermeer ·
4 Pijnacker Hordijk ·
5 Nelemans ·
6 Raaijmakers  ·
7 Van Raay ·
8 Van den Goorbergh ·
9 Loonen ·
10 Van Oosten ·
11 Viehoff ·
14 Remmers ·
15 Van den Ende ·
16 Grimmius ·
18 Glotzbach ·
19 Boerboom ·
20 Van Mierlo ·
21 Burgers ·
23 Dupon ·
24 Van Egmond ·
35 Bol ·
Coach: Glotzbach
Assistent-coach: Van Tol